# Lytocarpia acuta
Lytocarpia acuta är en nässeldjursart som beskrevs av Eberhard Stechow 1923. Lytocarpia acuta ingår i släktet Lytocarpia och familjen Aglaopheniidae. Inga underarter finns listade i Catalogue of Life.